# 후브스굴주

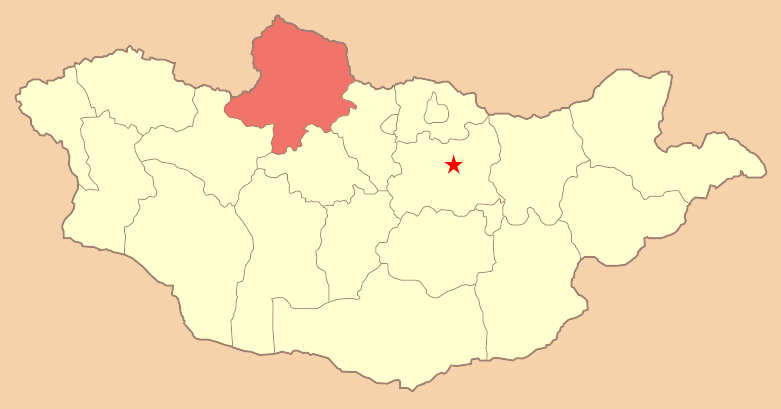
후브스굴 주의 위치

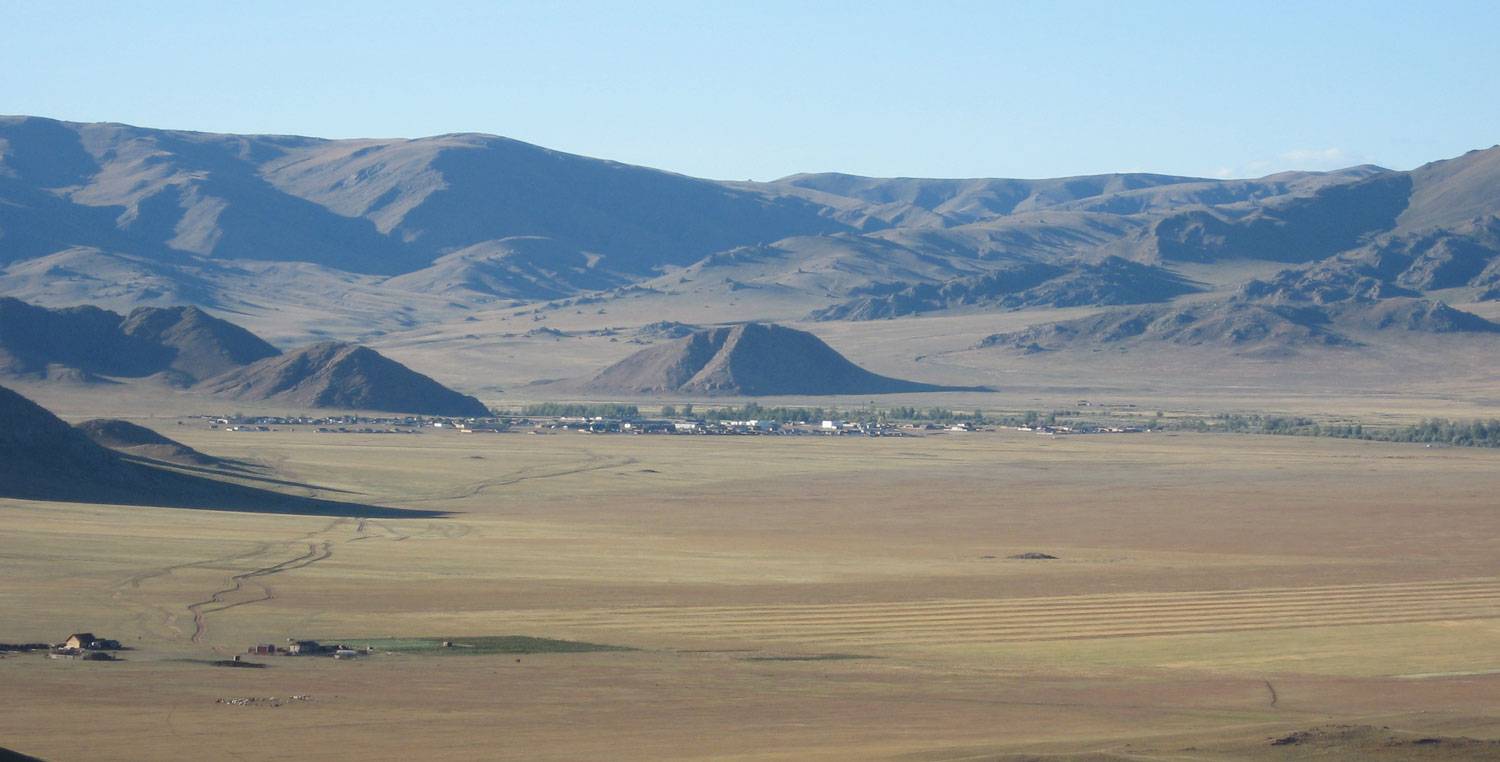
후브스굴 주의 풍경

후브스굴주(몽골어: Хөвсгөл)는 몽골 최북단에 위치한 주로 주도는 무룽이며 면적은 76,060.38km2, 인구는 76,870명(2011년 기준)이다. 주 이름은 후브스굴호에서 유래된 이름이다.